# Phra Naret Corona
Phra Naret Corona est une corona, formation géologique en forme de couronne, située sur la planète Vénus par -66,6° S et 209,6° E. Elle est localisée dans le quadrangle de Barrymore. Elle a été nommée en référence à Phra Naret, déesse thaïe de la fertilité. 

## Géographie et géologie
Phra Naret Corona couvre une surface circulaire d'environ 150 km de diamètre. 